# Хьеррингёй

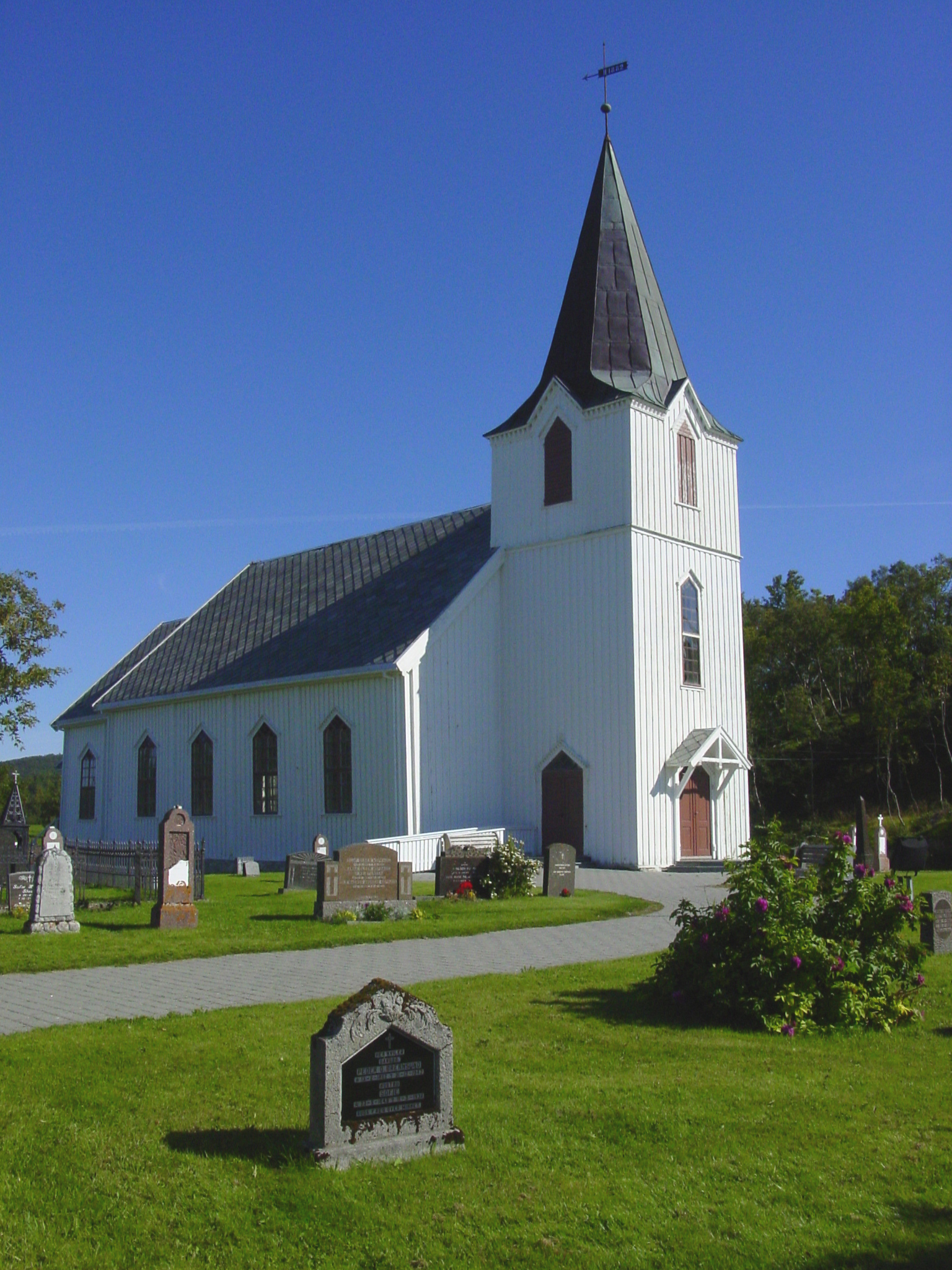
Церковь в Кьеррингёй

Хьеррингёй — бывшая коммуна в фюльке Нурланн, Норвегия. Административным центром коммуны являлась деревня Хьеррингёй.
Она была образована, когда коммуна Нурфолл-Хьеррингёй была разделена на Нурфолл и Хьеррингёй 1 января 1906 года. В тот момент население Хьеррингёй составляло 857 жителей.
1 января 1964 года коммуна была включена в состав южного соседа — коммуны Будин. Исключением являлся лишь дистрикт Бреннсунн, переданный коммуне Стейген. Перед слиянием население коммуны составляло 574 человека. В 1968 году Будин вошёл в состав коммуны Будё.